# Wangjia (sockenhuvudort i Kina, Qinghai Sheng, lat 36,01, long 102,81)
Wangjia är en sockenhuvudort i Kina. Den ligger i provinsen Qinghai, i den nordvästra delen av landet, omkring 120 kilometer sydost om provinshuvudstaden Xining. Antalet invånare är 8 797. Befolkningen består av 4 139 kvinnor och 4 658 män. Barn under 15 år utgör 23,0 %, vuxna 15-64 år 69 %, och äldre över 65 år 7,0 %.
Runt Wangjia är det ganska tätbefolkat, med 192 invånare per kvadratkilometer. Närmaste större samhälle är Dahejia, 19,9 km söder om Wangjia. Trakten runt Wangjia består i huvudsak av gräsmarker.
Genomsnittlig årsnederbörd är 550 millimeter. Den regnigaste månaden är juli, med i genomsnitt 136 mm nederbörd, och den torraste är december, med 2 mm nederbörd.